# Żydzi w Polsce
Żydzi w Polsce – jedna z ustawowo uznanych mniejszości narodowych w Polsce.

## Historia

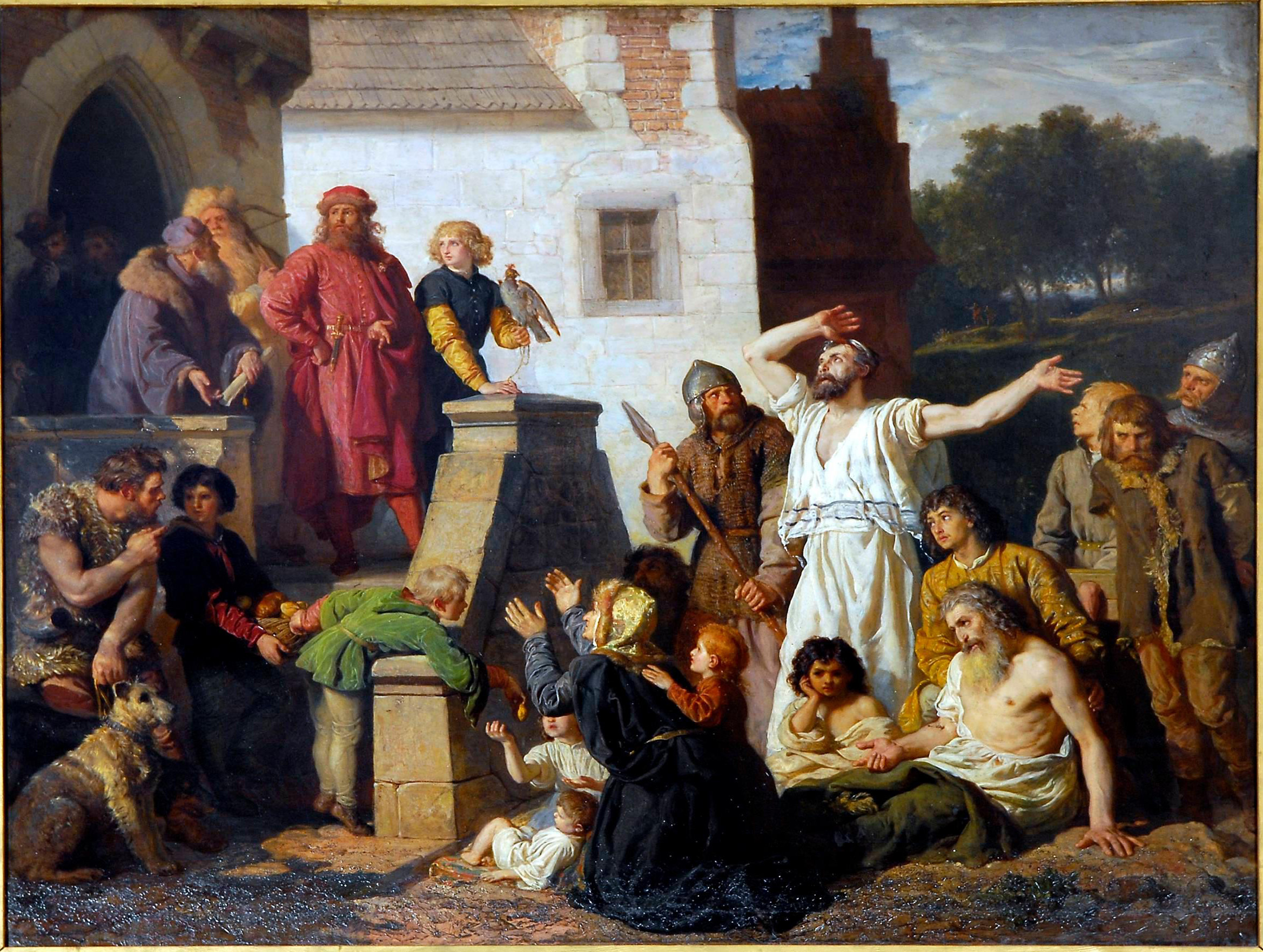
Przyjęcie Żydów w Polsce przez Kazimierza Wielkiego (mal. Wojciech Gerson, 1874)

Pierwsze wzmianki o Żydach na terenach polskich pochodzą z X wieku, a pierwszym oficjalnym polskim dokumentem nadającym Żydom przywileje i autonomię był statut kaliski z 1264.
Żydzi napływali do Polski ze względu na stosunkowo najlepsze (na tle nieustannych pogromów w Europie Zachodniej) warunki bezpiecznego życia i rozwoju własnej kultury oraz gwarantowaną przywilejami królewskimi autonomię gmin wyznaniowych.
Liczba Żydów w Polsce tradycyjnie oscylowała w okolicach 10% populacji (najwięcej w Europie).
Rozwój żydowskiego życia w Polsce został brutalnie przerwany przez II wojnę światową i hitlerowską politykę Endlösung. Z ok. 3,5 miliona polskich Żydów wojnę przeżyło ok. 300 tys.
W okresie Polskiej Rzeczypospolitej Ludowej w kilku falach emigracyjnych wyjechała większość polskich Żydów. Powodami takiego stanu rzeczy były wydarzenia takie jak: pogrom kielecki, w Przedborzu, w Krakowie, czystka w Wojsku Polskim i nagonka antysemicka w ramach Marca '68.
Po roku 1989 nastąpiło odrodzenie życia żydowskiego w Polsce. Wiele osób powróciło do swoich żydowskich korzeni. Powstały nowe organizacje działające na rzecz rozwoju życia społeczności żydowskiej w Polsce.

## Współczesność
Żydzi to mniejszość narodowa, do której przynależność podczas przeprowadzonego w 2011 r. Narodowego spisu powszechnego ludności i mieszkań zadeklarowało 7353 obywateli polskich (wedle danych poprzedniego Narodowego spisu powszechnego z 2002 r. liczebność mniejszości żydowskiej wynosiła 1055 osób), w tym: w województwie mazowieckim – 2690 osób (według Narodowego Spisu Powszechnego Ludności i Mieszkań z 2002 r. – 397), dolnośląskim – 880 (według Narodowego Spisu Powszechnego Ludności i Mieszkań z 2002 r. – 204), małopolskim – 745 (według Narodowego Spisu Powszechnego Ludności i Mieszkań z 2002 r. – 50).
Żydzi mieszkają w rozproszeniu, przede wszystkim w dużych miastach.
Żydzi to wyznawcy religii mojżeszowej. Istotne znaczenie w życiu mniejszości żydowskiej odgrywa działalność Związku Gmin Wyznaniowych Żydowskich w Rzeczypospolitej Polskiej oraz zrzeszonych w nim gmin.
Główne organizacje:
- Towarzystwo Społeczno-Kulturalne Żydów w Polsce,
- Stowarzyszenie Żydowski Instytut Historyczny,
- Stowarzyszenie Żydów Kombatantów i Poszkodowanych w II Wojnie Światowej,
- Stowarzyszenie „Dzieci Holokaustu” w Polsce,
- Żydowska Ogólnopolska Organizacja Młodzieżowa,
- Fundacja „Shalom”,
- Fundacja Ochrony Dziedzictwa Żydowskiego.

Najważniejsze tytuły prasowe:
- „Dos Jidisze Wort – Słowo Żydowskie” – miesięcznik,
- „Midrasz” – dwumiesięcznik.

Największe imprezy kulturalne:
- Festiwal Kultury Żydowskiej „Warszawa Singera”,
- Dni Książki Żydowskiej w Warszawie,
- Obchody Rocznicy Powstania w Getcie Warszawskim,
- Spotkania z Kulturą Żydowską Simcha we Wrocławiu.